# Plectrypops lima
Plectrypops lima är en fiskart som först beskrevs av Valenciennes, 1831.  Plectrypops lima ingår i släktet Plectrypops och familjen Holocentridae. Inga underarter finns listade i Catalogue of Life.